# چشمه زرد (خوسف)
چشمه زرد یک روستا در ایران است که در دهستان براکوه شهرستان خوسف واقع شده‌است.